# والون اسپورت
والون اسپورت (انگلیسی: Walon Sport) شرکت تجهیزات ورزشی و پوشاک پرویی است، که در سال ۱۹۸۹ تأسیس شد.